# 제26회 청룡영화상
제26회 청룡영화상은 2005년 11월 29일에 열린 시상식이다.

## 수상 및 후보

### 최우수 작품상
- 친절한 금자씨
- 너는 내 운명 - 영화사봄
- 말아톤 - 씨네라인2
- 웰컴 투 동막골 - 필름있수다
- 혈의 누 - 좋은영화

### 감독상
- 너는 내 운명 - 박진표 수상
- 혈의 누 - 김대승
- 달콤한 인생 - 김지운
- 친절한 금자씨 - 박찬욱
- 그때 그사람들 - 임상수

### 남우주연상
- 너는 내 운명 - 황정민 수상
- 연애의 목적 - 박해일
- 주먹이 운다 - 류승범
- 달콤한 인생 - 이병헌
- 말아톤 - 조승우

### 여우주연상
- 친절한 금자씨 - 이영애 수상
- 연애의 목적 - 강혜정
- 사랑니 - 김정은
- 외출 - 손예진
- 너는 내 운명 - 전도연

### 남우조연상
- 웰컴 투 동막골 - 임하룡 수상
- 가문의 위기 - 가문의 영광 2 - 공형진
- 혈의 누 - 박용우
- 형사 Duelist - 안성기
- 달콤한 인생 - 황정민

### 여우조연상
- 웰컴 투 동막골 - 강혜정 수상
- 마파도 - 김수미
- 마파도 - 김을동
- 너는 내 운명 - 나문희
- 내 생애 가장 아름다운 일주일 - 서영희

### 신인남우상
- 태풍태양 - 천정명 수상
- 댄서의 순정 - 박건형
- 발레 교습소 - 윤계상
- 사랑니 - 이태성
- 가문의 위기 - 가문의 영광 2 - 탁재훈

### 신인여우상
- 여자, 정혜 - 김지수 수상
- 여고괴담 4 - 목소리 - 김옥빈
- 사랑니 - 정유미
- 태풍태양 - 조이진
- B형 남자친구 - 한지혜

### 신인감독상
- 말아톤 - 정윤철 수상
- 웰컴 투 동막골 - 배종
- 여자, 정혜 - 이윤기
- 마파도 - 추창민
- 연애의 목적 - 한재림

### 촬영상
- 달콤한 인생 - 김지용 수상

### 조명상
- 형사 Duelist - 신경만 수상

### 음악상
- 말아톤 - 김준성 수상

### 미술상
- 형사 Duelist - 조근현 수상
- 형사 Duelist - 이형주 수상

### 기술상
- 혈의 누 - 신재호 수상

### 각본상
- 연애의 목적 - 고윤희 수상
- 연애의 목적 - 한재림 수상
- 너는 내 운명 - 박진표
- 내 생애 가장 아름다운 일주일 - 유성협
- 웰컴 투 동막골 - 장진 외 2명
- 말아톤 - 정윤철 외 2명

### 인기스타상
- 말아톤 - 조승우 수상
- 마파도 - 김수미 수상
- 형사 Duelist - 강동원 수상
- 형사 Duelist - 하지원 수상
- 문근영

### 한국영화 최다관객상
- 웰컴 투 동막골

### 베스트 커플상
- 너는 내 운명 - 황정민 수상
- 너는 내 운명 - 전도연 수상